# Prunes Miravolants
Prunes Miravolants es una variedad cultivar de ciruelo (Prunus domestica), de las denominadas ciruelas europeas, una variedad de ciruela oriunda de la comunidad autónoma de Cataluña, en la comarca del Bajo Llobregat (Provincia de Barcelona).
Fruta de tamaño de pequeño a mediano, con piel de color amarillo dorado con manchas o estrías longitudinales de color verde, chapa variable rosa ciclamen con manchitas rojo carmín vivo, a veces solo estas manchas o totalmente sin chapa, punteado abundante, menudo, blanquecino, prácticamente sin aureola, y pulpa de color amarillo calabaza, textura firme, crujiente, medianamente jugosa, y sabor azucarado, muy refrescante, bueno.

## Sinonimia
- "Ciruelas Miravolantes",
- "Ciruelas Miraból",
- "Pruna Mirabolant",[3]
- "Prunas Mirabòl",
- "Prunas Miravolant"
- "Mirabelle".

## Historia
'Prunes Miravolants' variedad de ciruela local cuyos orígenes están emparentados con la ciruelas "Mirabelles", sin embargo esta variedad se cultivaba en la zona del río Llobregat, en la comunidad autónoma de Cataluña, en la comarca del Bajo Llobregat (Provincia de Barcelona). Es una de las variedades de la ciruela 'Mirabelle' muy cultivada en las márgenes del río Llobregat hasta la década de 1960, a partir de la cual fue declinando por la competencia de otras variedades, actualmente todavía se cultiva aunque bastante menos.
'Mirabelle' está cultivada en el banco de germoplasma de cultivos vivos de la Estación experimental Aula Dei de Zaragoza. Está considerada incluida en las variedades locales autóctonas muy antiguas, cuyo cultivo se centraba en comarcas muy definidas, que se caracterizan por su buena adaptación a sus ecosistemas, y podrían tener interés genético en virtud de sus características organolépticas y resistencia a enfermedades, con vista a mejorar a otras variedades.
Las 'Prunes Miravolants' están emparentadas con las ciruelas "Mirabelles", con las que tienen muchas características comunes aunque en su caso con una mayor cantidad de azúcares lo que le proporciona un mayor dulzor. Están muy imbuidas en el acervo cultural del Bajo Llobregat, y en las vivencias de sus gentes:

(ES)

Cuando comíamos miravolantes

todos los miravolantes del huerto

el corazón nos latía demasiado,

quizá demasiado fuerte...

No había tiempo ni esperas;

todo era una aburrida tarde

de junio hasta septiembre

el mundo era inabarcable.,

Y el corazón todavía me late,

cuando recuerdo el tiempo de las ciruelas.

El huerto del abuelo es ahora una parcela,

y los ciruelos son ahora escombros.,

Pero en mi mundo siempre habrá un rincón,

por ese mundo de frutos dulces:

melocotones, ciruelas y albaricoques...

mmm! miravolantes dulces, pequeños y limpios

miravolantes maduros que se han perdido en el tiempo.

(CAT)

Quan menjàvem miravolants

tots el miravolants de l'hort

el cor ens bategava massa,

potser massa fort...

No hi havia temps ni esperes;

tot era una avorrida tarda

de juny fins a setembre

el món era inabastable.,

I el cor encara em batega,

quan recordo el temps de les prunes.

L'hort de l'avi ara és una parcel·la,

i els pruners ara són runes.,

Però en el meu món sempre hi haurà un racó,

per aquell món de fruits dolços:

pressecs, prunes i albercocs...

mmm! miravolants dolços, petits i nets

miravolants madurs que s'han perdut en el temps.

[seguint el Pere i el seu "temps de prunes" publicat el dia 09/07/10]
Quan menjàvem miravolants...*

## Características
'Prunes Miravolants' árbol de crecimiento medio crecimiento esparcido. Los árboles son bastante robustos y medianamente resistentes a las heladas.  Tiene un tiempo de floración que comienza a partir del 16 de abril con el 10% de floración, para el 20 de abril tiene una floración completa (80%), y para el 29 de abril tiene un 90% de caída de pétalos.
'Prunes Miravolants' tiene una talla de tamaño pequeño con peso promedio de 8.30gr, y longitud de tallo promedio de 10.14mm; forma del fruto  elíptico redondeado, algo aplastado en ambos polos, ligeramente asimétrico, presentando sutura poco visible, con línea de color indefinido, grisáceo o verdoso, transparente, situada en una depresión muy suave, más acentuada en el polo pistilar;epidermis cuya piel es lisa, brillante, poco pruinosa, con la pruina blanquecina muy fina, no se aprecia pubescencia, la piel de color amarillo dorado con manchas o estrías longitudinales de color verde, chapa variable rosa ciclamen con manchitas rojo carmín vivo, a veces solo estas manchas o totalmente sin chapa, punteado abundante, menudo, blanquecino, prácticamente sin aureola; Pedúnculo longitud y grosor medio, pubescente, insertado en una cavidad peduncular muy estrecha, casi superficial, poco rebajada en el lado de la sutura y casi imperceptiblemente rebajada en el opuesto; pulpa de color amarillo calabaza, textura firme, crujiente, medianamente jugosa, y sabor azucarado, muy refrescante, bueno.
Hueso semi libre, adherente solo en caras laterales, pequeño, elíptico redondeado, sin detalles sobresalientes, superficie semi lisa.
Su tiempo de recogida de cosecha se inicia en su maduración durante los meses de julio y de agosto.

## Usos
La ciruela 'Prunes Miravolants' se comen crudas de fruta fresca en mesa, y también se transforma en mermeladas, almíbar de frutas o compotas para su mejor aprovechamiento.

## Cultivo
Autofértil, es una muy buena variedad polinizadora de todos los demás ciruelos.